# مارجو روبي
مارغو روبي أو مارجو روبي (بالإنجليزية: Margot Robbie) (تُلْفَظ /ˈmɑːrɡoʊ ˈrɒbi/) هي ممثلة ومنتجة سينمائية أسترالية من مواليد 2 تموز/يوليو 1990. مرشحة لجائزتي أوسكار وجائزة بافتا. وضعتها مجلة تايم في عام 2017 ضمن قائمة أكثر 100 شخص تأثيراً في العالم. وفي 2019 كانت ضمن أعلى الممثلات أجراً في العالم.

## النشأة
ولدت مارغو إليز روبي في 2 تموز/يوليو 1990 في دالبي، كوينزلاند، لدوغ روبي، مالك مزرعة سابق ورجل أعمال قصب السكر، وساري كيسلر، أخصائية العلاج الطبيعي. هي الثالثة من بين أربعة. الأشقاء الأكبر سنا أنيا ولاشلان والأخ الأصغر كاميرون. انفصل والداها عندما كانت في الخامسة من عمرها. نشأت روبي وإخوتها على يد أمهم العازبة وكان لديهم اتصال ضئيل مع والدهم. قضت الأسرة معظم نشأة روبي في مزرعة وادي كورومبين لأجدادها في منطقة جولد كوست النائية.
تم تسجيلها في مدرسة سيرك من قبل والدتها، حيث برعت في الأرجوحة، حيث حصلت على شهادة في سن الثامنة. في المدرسة الثانوية، درست روبي الدراما في كلية سومرست. عندما كانت مراهقة، عملت في ثلاث وظائف في وقت واحد: كانت ترعى حانة وتنظف المنازل وتعمل في صب واي. بعد التخرج، مع وجود عدد قليل من الإعلانات التجارية وأفلام الإثارة المستقلة في سيرتها الذاتية، انتقلت روبي إلى ملبورن لبدء التمثيل بشكل احترافي.

## مسيرتها التمثيلية

### 2015-2008: العمل المبكر، والإنتشار

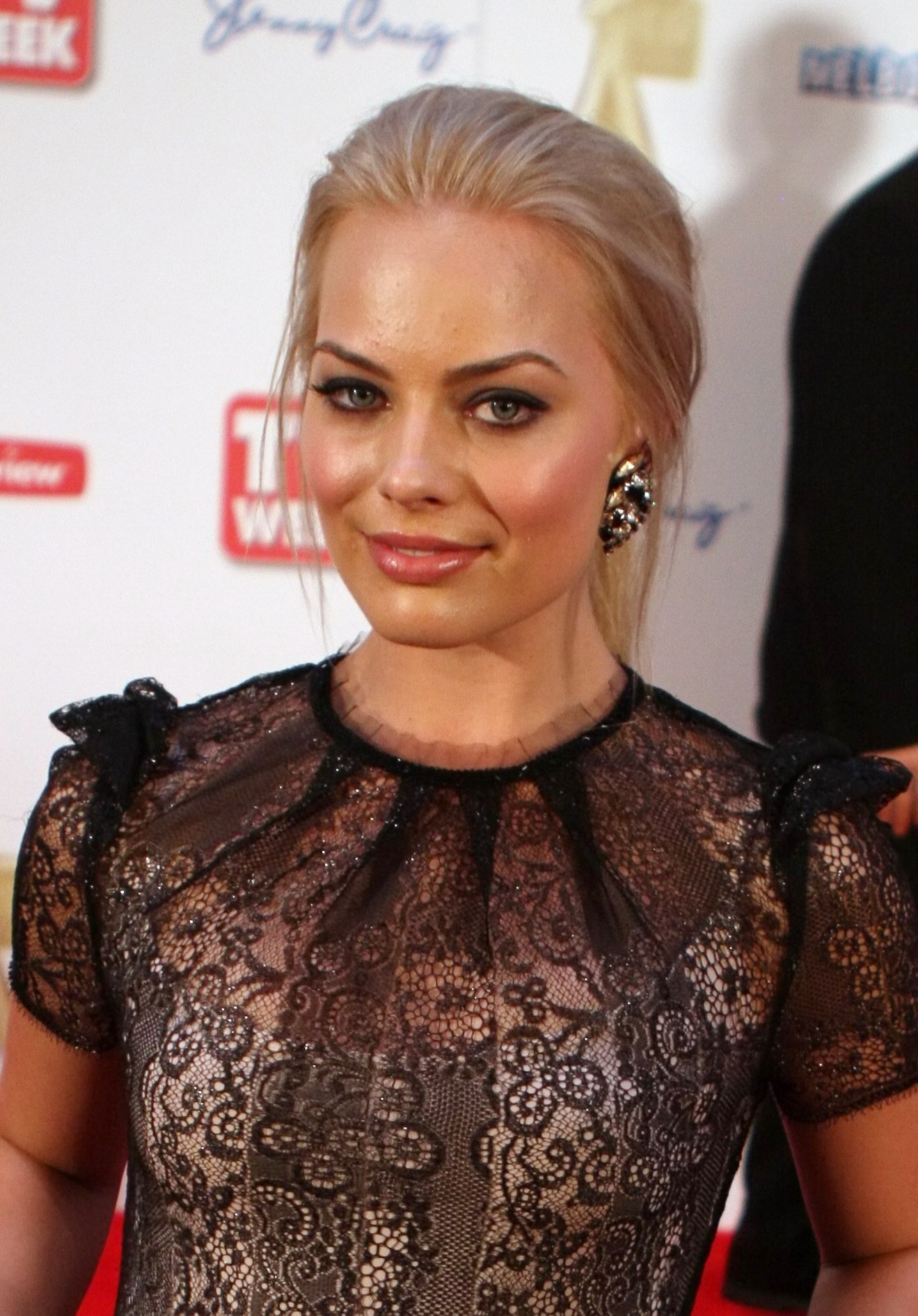
روبي في حفل توزيع جوائز لوجي 2011

جاءت الأدوار التمثيلية الأولى لروبي عندما كانت في المدرسة الثانوية. حيث لعبت دور البطولة في فيلمين مستقلين منخفضي الميزانية، وهما اليقظة و أي.سي.يو، وكلاهما صدر بعد سنوات. ووصفت تجربة الظهور في فيلم على أنها "حلم أصبح حقيقة". ظهرت لأول مرة على التلفاز عام 2008 في دور كيتلين برينتفورد في المسلسل الدرامي سيتي هوميسايد وأتبعت ذلك بالظهور في حلقتين في المسلسل التلفزيوني للأطفال الأميرة الفيل، حيث لعبت دور البطولة إلى جانب ليام هيمسورث.
بتشجيع من وكيلها في ذلك الوقت وكما ذكرت روبي في برنامج غراهام نورتون شو، اتصلت بشركة فريمانتل ميديا على أساس يومي، وقامت بتجربة أداء لمسلسل جيران التلفزيوني. في يونيو 2008، بدأت في لعب دور دونا فريدمان، وهو الدور الذي كان من المفترض أن يكون شخصية ضيفة، لكن تمت ترقيته روبي إلى فريق التمثيل العادي بعد أن ظهرت لأول مرة. في فترة عملها التي دامت ثلاث سنوات على المسلسل، تلقت ترشيحين لجائزة لوجي.
بعد وقت قصير من وصولها إلى أمريكا، حصلت روبي على دور لورا كاميرون، مضيفة طيران مدربة حديثًا في سلسلة الدراما الفترة بان آم. تم عرض المسلسل لأول مرة على تقييمات عالية ومراجعات إيجابية ولكن تم إلغاؤه بعد موسم واحد بسبب انخفاض التقييمات.
قدمت روبي فيلمها الطويل لأول مرة في فيلم الكوميديا الرومانسية لريتشارد كورتيس عن الوقت (2013)، وشارك في البطولة دومينال جليسون ورايتشل مكأدامز. يروي الفيلم قصة شاب لديه القدرة على السفر عبر الزمن يحاول تغيير ماضيه على أمل تحسين مستقبله. حقق الفيلم نجاحًا نقديًا وتجاريًا متواضعًا، حيث أشاد أحد المراجعين في فارايتي بالممثلين.
جاءت الطفرة في مسيرة روبي في نفس العام مع دور نعومي لاباجليا، زوجة بطل الرواية جوردان بلفور في فيلم الكوميديا السوداء لمارتن سكورسيزي ذئب وول ستريت. يروي الفيلم، الذي شارك في بطولته ليوناردو دي كابريو دور بيلفورت، وجهة نظره حول مسيرته المهنية كوسيط للأوراق المالية في مدينة نيويورك وكيف انخرطت شركته في الفساد والاحتيال المستشري في وول ستريت، مما أدى إلى سقوطه. في اختبارها للدور، ارتجلت روبي صفعة على دي كابريو خلال مشهد قتال أكسبها الدور في النهاية. تلقى الفيلم وأدائها مراجعات إيجابية؛ تم الإشادة بها بشكل خاص على لهجة بروكلين التي ظهرت على الشاشة. حقق الفيلم أرباح وصلت إلي 392 مليون دولار في جميع أنحاء العالم، مما جعله فيلم سكورسيزي الأعلى ربحًا حتى الآن. تم ترشيح روبي لجائزة إم تي في لأفضل أداء في فيلم وفازت بجائزة إمباير لأفضل وجه جديد. قالت لاحقًا إن الشهرة والاهتمام الذي جلبه لها الفيلم دفعها إلى التفكير في الإقلاع عن التمثيل، لكن والدتها كانت فلسفية بشأن مهنتها وشرحت لها، أنه ربما فات الأوان للاستقالة، وفهمت روبي ذلك تمامًا وتمسكت به. بهدف إنتاج المزيد من المشاريع التي تقودها النساء، بدأت روبي وزوجها المستقبلي توم أكيرلي وأصدقاؤهما القدامى، صوفيا كير وجوسي ماكنمارا، تأسيس شركة الإنتاج الخاصة بهم وهي لاكي تشاب الترفيهية. تأسست الشركة في عام 2014 وكان اسمها مستوحى من تشارلي تشابلن.

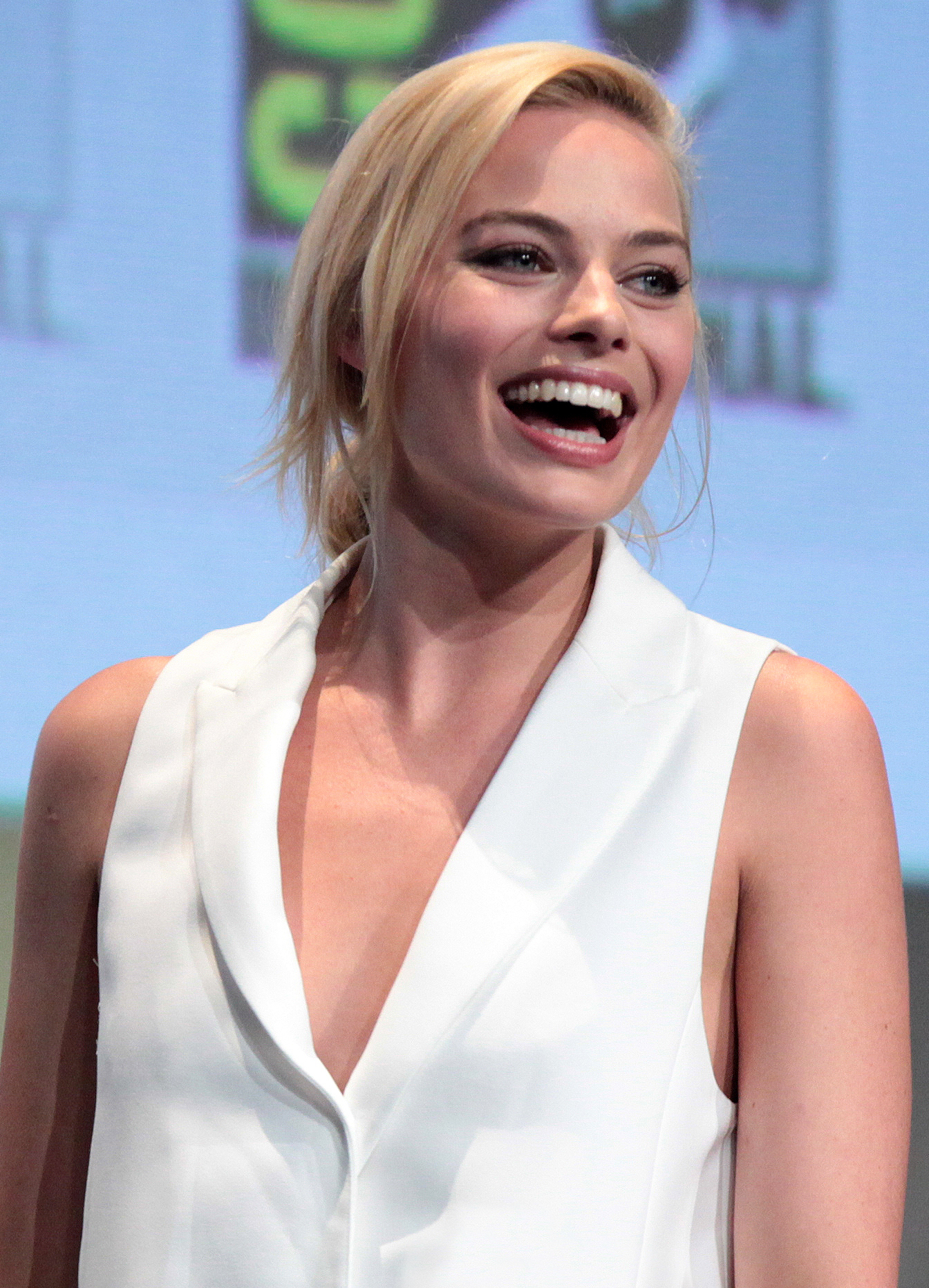
روبي في 2015.

ظهرت روبي في أربعة أفلام صدرت في عام 2015. كان أولها مع ويل سميث في فيلم التركيز الذي حققه أرباحاً بقيمة 158.8 مليون دولار. في الفيلم، لعبت دور شخصية شجاعة عديمة الخبرة لتعلم الإحتيال من شخصية سميث؛ تعلمت كيفية النشل من أبوللو روبنز لهذا الدور. كانت مراجعات الفيلم مختلطة بشكل عام ، لكن تم الإشادة بأداء روبي. تم ترشيحها لجائزة النجم الصاعد في حفل توزيع جوائز الأكاديمية البريطانية للأفلام الثامن والستون. كان ظهورها التالي جنبًا إلى جنب مع ميشيل ويليامز وكريستين سكوت توماس في فيلم الدراما الرومانسية الحربية لشاول ديب متتالية فرنسية، وهو فيلم يستند إلى الجزء الثاني من رواية إيرين نيميروفسكي لعام 2004 التي تحمل الاسم نفسه. في الفيلم ، لعبت دور امرأة تقع في حب جندي ألماني أثناء الاحتلال الألماني لفرنسا خلال الحرب العالمية الثانية، وهو الدور الذي وجدته ليزلي فيلبرين من هوليوود ريبورتر "مضمونًا".
تابعت بعد ذلك مع المخرج كريج زوبيل فيلم دراما ما بعد نهاية العالم ز من أجل زكريا ومثلت إلي جانب كريس باين وشيواتال إيجيوفور، في دورها الرئيسي الأول. يعتمد الفيلم جزئيًا على كتاب روبرت ك. أوبراين الذي يحمل نفس الاسم، ويتبع الفيلم قصة آن بيردين (روبي) حيث تجد نفسها في مثلث حب مشحون عاطفيًا مع آخر ناجين معروفين من كارثة قضت على معظم الحضارات. استعدادًا للفيلم، صبغت روبي شعرها باللون البني وتعلمت التحدث بلكنة أبالاتشي. حصل الفيلم على تقييمات إيجابية، وتم الإشادة بأداء روبي على نطاق واسع. كان فيلمها الرابع لعام 2015 ظهورًا رائعًا في فيلم الدراما الكوميدية العجز الكبير للمخرج آدم مكاي، حيث كسرت الجدار الرابع لشرح الرهون العقارية عالية المخاطر أثناء وجودها في حوض الاستحمام. حقق الفيلم نجاحًا تجاريًا وحاسمًا.

### 2016-2018: الإنتشار العالمي
في عام 2016، اجتمعت روبي مع جلين فيكارا و ريكوا، حيث لعب دور مراسل حرب بريطاني في الفيلم المقتبس من رواية المراوغة طالبان المسمى ويسكي تانغو فوكستروت، وشارك في البطولة تينا فاي ومارتن فريمان. حقق الفيلم فشلا تجاريًا، على الرغم من حصوله علي نجاح نقدي متواضع. في وقت لاحق من ذلك العام، لعبت روبي دور جين بورتر في فيلم المغامرة أسطورة طرزان لديفيد ييتس. كانت مصرة على عدم فقدان الوزن والتأكد من أن الدور لم يكن بأسلوب الفتاة في خطر كما هو الحال في إصدارات طرزان السابقة، حيث قالت:
| مارجو روبي | بالتأكيد لم أكن أريدها أن تكون فتاة في خطر، وأردتها فقط أن تجد طريقة فعالة للخروج من الموقف. لم أكن أريدها أن تجلس في انتظار أن يأتي شخص ما لإنقاذها ولكن أيضًا، في هذه الأثناء، تعمل على حل المشكلة بنفسها. | مارجو روبي |

لكن مانوهلا دارجيس من نيويورك تايمز نسبت الفضل إلى روبي "لتمسكها بدورها" في وجود طاقم من الممثلين الذكور بالكامل مع ألكسندر سكارسجارد وصمويل إل جاكسون.
أصبحت روبي أول شخص يقوم بدور هارلي كوين في دي سي كوميكس في فيلم البطل الخارق لديفيد آير الفرقة الانتحارية جنبًا إلى جنب مع طاقم الممثلين الذين شملوا ويل سميث وجاريد ليتو وفيولا ديفيس. اعترفت بأنها لم تقرأ القصص المصورة مطلقًا، لكنها شعرت بمسؤولية كبيرة لتحقيق عدالة الشخصية وإرضاء المعجبين. بدأ روبي في التحضير لدور هارلي كوين قبل ستة أشهر من تصوير الفيلم. يتألف جدول أعمالها من الجمباز والملاكمة وتدريب الحرير الجوي وتعلم كيفية حبس أنفاسها تحت الماء لمدة خمس دقائق. حقق فيلم الفيلم نجاحًا تجاريًا وكان العاشر من بين الأفلام الأكثر ربحًا لعام 2016 بإيرادات عالمية بلغت 746.8 مليون دولار. فازت بجائزة أفضل ممثلة سينمائية وحصلت أيضًا على جائزة فيلم اختيار النقاد لأفضل ممثلة في فيلم إثارة. تعاونت روبي مع دومهنال جليسون في فيلم وداعا كريستوفر روبن من سيمون كورتيس، وهي دراما عن السيرة الذاتية حول حياة صانع شخصية ويني-ذا-بوه آلان ألكسندر ميلن وعائلته. حصل الفيلم وأدائها على تقييمات متواضعة وفشل تجاريًا.

## حياتها الشخصية
انتقلت روبي من ملبورن إلى ويليامزبرغ، بروكلين في أوائل عام 2010. خلال تلك الفترة، أصبحت من عشاق هوكي الجليد، ودعمت فريق نيويورك رينجرز، ولعبت في مركز الجناح الأيمن في دوري هوكي الجليد للهواة. على الرغم من الاهتمام الإعلامي الكبير، نادرًا ما تناقش روبي حياتها الشخصية.
التقى روبي بمساعد المخرج البريطاني توم أكيرلي خلال تصوير فيلم متتالية فرنسية في عام 2013. في عام 2014، انتقلت إلى لندن مع مؤسسي شركة لاكي تشاب الترفيهية صوفيا كير وجوسي ماكنمارا. في وقت لاحق من ذلك العام، بدأت روبي وأكرلي علاقة رومانسية. تزوجا في ديسمبر 2016 في أستراليا ويقيمان في فينيسيا بيتش، كاليفورنيا.
روبي من أشد المعجبين بموسيقى الهيفي ميتال وتستشهد بـ سليبنوت وبوليت فور ماي فالنتاين وميتاليكا وكيس وأيروسميث باعتبارها بعض فرقها الموسيقية المفضلة.

## وصلات خارجية
- مارغو روبي على موقع IMDb (الإنجليزية)
- مارغو روبي على موقع ميتاكريتيك (الإنجليزية)
- مارغو روبي على موقع الموسوعة البريطانية (الإنجليزية)
- مارغو روبي على موقع روتن توميتوز (الإنجليزية)
- مارغو روبي على موقع مونزينجر (الألمانية)
- مارغو روبي على موقع قاعدة بيانات الأفلام العربية
- مارغو روبي على موقع ألو سيني (الفرنسية)
- مارغو روبي على موقع ميوزك برينز (الإنجليزية)
- مارغو روبي على موقع تيرنر كلاسيك موفيز (الإنجليزية)
- مارغو روبي على موقع أول موفي (الإنجليزية)